# Collegio elettorale di Cavour
Il collegio elettorale di Cavour è stato un collegio elettorale uninominale del Regno di Sardegna. Fu istituito con il Regio editto del 17 marzo 1848; comprendeva i mandamenti di Cavour e Vigone.

## Dati elettorali
Nel collegio si svolsero votazioni per sette legislature e fu poi unito al collegio elettorale di Pinerolo.

### I legislatura
Le votazioni si svolsero in 222 collegi uninominali a doppio turno. Come previsto dal decreto n. 680 del 17 marzo 1848, era eletto al primo turno il candidato che «riunisce in suo favore più del terzo dei voti del total numero dei membri componenti il collegio e più della metà dei suffragi dati dai votanti presenti all'adunanza» (art. 92). Se nessun candidato era eletto, al ballottaggio tra i due candidati con più voti era eletto chi otteneva il maggior numero di voti (art. 93) o, in caso di ugual numero di voti, il maggiore d'età (art. 94).
| Partito                            | Partito                            | Candidato                          | Risultati 27 aprile 1848 | Risultati 27 aprile 1848 |
| Partito                            | Partito                            | Candidato                          | Voti                     | %                        |
| ---------------------------------- | ---------------------------------- | ---------------------------------- | ------------------------ | ------------------------ |
|                                    | —                                  | Giuseppe Plochiù                   | 239                      | 80,47                    |
|                                    | —                                  | Edoardo Brignone                   | 29                       | 9,76                     |
|                                    | —                                  | Stefano Gallena                    | 29                       | 9,76                     |
|                                    |                                    |                                    |                          |                          |
| Iscritti                           | Iscritti                           | Iscritti                           | 463                      | 100,00                   |
| ↳ Votanti (% su iscritti)          | ↳ Votanti (% su iscritti)          | ↳ Votanti (% su iscritti)          | 341                      | 73,65                    |
| ↳ Voti validi (% su votanti)       | ↳ Voti validi (% su votanti)       | ↳ Voti validi (% su votanti)       | 297                      | 87,10                    |
| ↳ Schede non valide (% su votanti) | ↳ Schede non valide (% su votanti) | ↳ Schede non valide (% su votanti) | 44                       | 12,90                    |
| ↳ Astenuti (% su iscritti)         | ↳ Astenuti (% su iscritti)         | ↳ Astenuti (% su iscritti)         | 122                      | 26,35                    |

### II legislatura
Le votazioni si svolsero in 222 collegi uninominali a doppio turno con la stessa normativa precedente (al primo turno un numero di voti maggiore di un terzo degli iscritti).
| Partito                            | Partito                            | Candidato                          | Primo turno 22 gennaio 1849 | Primo turno 22 gennaio 1849 | Ballottaggio 23 gennaio 1849 | Ballottaggio 23 gennaio 1849 |
| Partito                            | Partito                            | Candidato                          | Voti                        | %                           | Voti                         | %                            |
| ---------------------------------- | ---------------------------------- | ---------------------------------- | --------------------------- | --------------------------- | ---------------------------- | ---------------------------- |
|                                    | —                                  | Raffaele Cadorna                   | 60                          | 49,18                       | 124                          | 63,92                        |
|                                    | —                                  | Giuseppe Plochiù                   | 62                          | 50,82                       | 70                           | 36,08                        |
|                                    |                                    |                                    |                             |                             |                              |                              |
| Iscritti                           | Iscritti                           | Iscritti                           | 457                         | 100,00                      | 457                          | 100,00                       |
| ↳ Votanti (% su iscritti)          | ↳ Votanti (% su iscritti)          | ↳ Votanti (% su iscritti)          | 210                         | 45,95                       | 194                          | 42,45                        |
| ↳ Voti validi (% su votanti)       | ↳ Voti validi (% su votanti)       | ↳ Voti validi (% su votanti)       | 122                         | 58,10                       | 194                          | 100,00                       |
| ↳ Schede non valide (% su votanti) | ↳ Schede non valide (% su votanti) | ↳ Schede non valide (% su votanti) | 88                          | 41,90                       | 0                            | 0,00                         |
| ↳ Astenuti (% su iscritti)         | ↳ Astenuti (% su iscritti)         | ↳ Astenuti (% su iscritti)         | 247                         | 54,05                       | 263                          | 57,55                        |

L'onorevole Cadorna optò per il collegio di Oleggio il 10 febbraio 1849. Il collegio fu riconvocato.
| Partito                            | Partito                            | Candidato                          | Primo turno 20 marzo 1849 | Primo turno 20 marzo 1849 | Ballottaggio 21 marzo 1849 | Ballottaggio 21 marzo 1849 |
| Partito                            | Partito                            | Candidato                          | Voti                      | %                         | Voti                       | %                          |
| ---------------------------------- | ---------------------------------- | ---------------------------------- | ------------------------- | ------------------------- | -------------------------- | -------------------------- |
|                                    | —                                  | Nicola Bessone                     | 61                        | 67,03                     | 83                         | 66,40                      |
|                                    | —                                  | Lorenzo Donadio                    | 30                        | 32,97                     | 42                         | 33,60                      |
|                                    |                                    |                                    |                           |                           |                            |                            |
| Iscritti                           | Iscritti                           | Iscritti                           | 468                       | 100,00                    | 468                        | 100,00                     |
| ↳ Votanti (% su iscritti)          | ↳ Votanti (% su iscritti)          | ↳ Votanti (% su iscritti)          | 125                       | 26,71                     | 127                        | 27,14                      |
| ↳ Voti validi (% su votanti)       | ↳ Voti validi (% su votanti)       | ↳ Voti validi (% su votanti)       | 91                        | 72,80                     | 125                        | 98,43                      |
| ↳ Schede non valide (% su votanti) | ↳ Schede non valide (% su votanti) | ↳ Schede non valide (% su votanti) | 34                        | 27,20                     | 2                          | 1,57                       |
| ↳ Astenuti (% su iscritti)         | ↳ Astenuti (% su iscritti)         | ↳ Astenuti (% su iscritti)         | 343                       | 73,29                     | 341                        | 72,86                      |

A causa dello scioglimento della Camera l'elezione non fu convalidata.

### III legislatura
Le votazioni si svolsero in 204 collegi uninominali a doppio turno con la normativa del 1848 (al primo turno un numero di voti maggiore di un terzo degli iscritti).
| Partito                            | Partito                            | Candidato                          | Primo turno 15 luglio 1849 | Primo turno 15 luglio 1849 | Ballottaggio 22 luglio 1849 | Ballottaggio 22 luglio 1849 |
| Partito                            | Partito                            | Candidato                          | Voti                       | %                          | Voti                        | %                           |
| ---------------------------------- | ---------------------------------- | ---------------------------------- | -------------------------- | -------------------------- | --------------------------- | --------------------------- |
|                                    | —                                  | Giuseppe Plochiù                   | 100                        | 50,00                      | 138                         | 49,82                       |
|                                    | —                                  | Carlo Vesme                        | 100                        | 50,00                      | 139                         | 50,18                       |
|                                    |                                    |                                    |                            |                            |                             |                             |
| Iscritti                           | Iscritti                           | Iscritti                           | 499                        | 100,00                     | 499                         | 100,00                      |
| ↳ Votanti (% su iscritti)          | ↳ Votanti (% su iscritti)          | ↳ Votanti (% su iscritti)          | 295                        | 59,12                      | 277                         | 55,51                       |
| ↳ Voti validi (% su votanti)       | ↳ Voti validi (% su votanti)       | ↳ Voti validi (% su votanti)       | 200                        | 67,80                      | 277                         | 100,00                      |
| ↳ Schede non valide (% su votanti) | ↳ Schede non valide (% su votanti) | ↳ Schede non valide (% su votanti) | 95                         | 32,20                      | 0                           | 0,00                        |
| ↳ Astenuti (% su iscritti)         | ↳ Astenuti (% su iscritti)         | ↳ Astenuti (% su iscritti)         | 204                        | 40,88                      | 222                         | 44,49                       |

L'ufficio della sezione principale non addivenne alla proclamazione del deputato perché risultò che nella seconda sezione (Vigone) si trovo una scheda in più del numero dei votanti e lasciò arbitra la Camera di proclamare il deputato. Il relatore (Valerio) del II ufficio riferendone nella tornata del 3 agosto, esponeva che, secondo i precedenti, si doveva togliere il voto dubbio a colui che ne aveva avuti in maggior numero, e che così facendo, per ragione di età, si doveva proclamare deputato il dottor Piochiu. Ma stante la gravità del caso, perché col togliere un voto all'avvocato Vesme si veniva a privarlo di un grandissimo diritto, il relatore concludeva per l'annullamento della elezione, e la Camera approvava queste conclusioni. Il collegio fu riconvocato. 
| Partito                            | Partito                            | Candidato                          | Primo turno 16 settembre 1849 | Primo turno 16 settembre 1849 | Ballottaggio 23 settembre 1849 | Ballottaggio 23 settembre 1849 |
| Partito                            | Partito                            | Candidato                          | Voti                          | %                             | Voti                           | %                              |
| ---------------------------------- | ---------------------------------- | ---------------------------------- | ----------------------------- | ----------------------------- | ------------------------------ | ------------------------------ |
|                                    | —                                  | Luigi Portis                       | 78                            | 44,32                         | 152                            | 67,56                          |
|                                    | —                                  | Giuseppe Plochiù                   | 98                            | 55,68                         | 73                             | 32,44                          |
|                                    |                                    |                                    |                               |                               |                                |                                |
| Iscritti                           | Iscritti                           | Iscritti                           | 500                           | 100,00                        | 500                            | 100,00                         |
| ↳ Votanti (% su iscritti)          | ↳ Votanti (% su iscritti)          | ↳ Votanti (% su iscritti)          | 261                           | 52,20                         | 227                            | 45,40                          |
| ↳ Voti validi (% su votanti)       | ↳ Voti validi (% su votanti)       | ↳ Voti validi (% su votanti)       | 176                           | 67,43                         | 225                            | 99,12                          |
| ↳ Schede non valide (% su votanti) | ↳ Schede non valide (% su votanti) | ↳ Schede non valide (% su votanti) | 85                            | 32,57                         | 2                              | 0,88                           |
| ↳ Astenuti (% su iscritti)         | ↳ Astenuti (% su iscritti)         | ↳ Astenuti (% su iscritti)         | 239                           | 47,80                         | 273                            | 54,60                          |

### IV legislatura
Le votazioni si svolsero in 204 collegi uninominali a doppio turno con la normativa del 1848 (al primo turno un numero di voti maggiore di un terzo degli iscritti).
| Partito                            | Partito                            | Candidato                          | Risultati 9 dicembre 1849 | Risultati 9 dicembre 1849 |
| Partito                            | Partito                            | Candidato                          | Voti                      | %                         |
| ---------------------------------- | ---------------------------------- | ---------------------------------- | ------------------------- | ------------------------- |
|                                    | —                                  | Diodato Pallieri                   | 203                       | 65,06                     |
|                                    | —                                  | Luigi Portis                       | 109                       | 34,94                     |
|                                    |                                    |                                    |                           |                           |
| Iscritti                           | Iscritti                           | Iscritti                           | 503                       | 100,00                    |
| ↳ Votanti (% su iscritti)          | ↳ Votanti (% su iscritti)          | ↳ Votanti (% su iscritti)          | 375                       | 74,55                     |
| ↳ Voti validi (% su votanti)       | ↳ Voti validi (% su votanti)       | ↳ Voti validi (% su votanti)       | 312                       | 83,20                     |
| ↳ Schede non valide (% su votanti) | ↳ Schede non valide (% su votanti) | ↳ Schede non valide (% su votanti) | 63                        | 16,80                     |
| ↳ Astenuti (% su iscritti)         | ↳ Astenuti (% su iscritti)         | ↳ Astenuti (% su iscritti)         | 128                       | 25,45                     |

### V legislatura
Le votazioni si svolsero in 204 collegi uninominali a doppio turno con la normativa del 1848 (al primo turno un numero di voti maggiore di un terzo degli iscritti).
| Partito                            | Partito                            | Candidato                          | Risultati 8 dicembre 1853 | Risultati 8 dicembre 1853 |
| Partito                            | Partito                            | Candidato                          | Voti                      | %                         |
| ---------------------------------- | ---------------------------------- | ---------------------------------- | ------------------------- | ------------------------- |
|                                    | —                                  | Diodato Pallieri                   | 208                       | 71,97                     |
|                                    | —                                  | Bartolomeo Ortolani                | 81                        | 28,03                     |
|                                    |                                    |                                    |                           |                           |
| Iscritti                           | Iscritti                           | Iscritti                           | 493                       | 100,00                    |
| ↳ Votanti (% su iscritti)          | ↳ Votanti (% su iscritti)          | ↳ Votanti (% su iscritti)          | 300                       | 60,85                     |
| ↳ Voti validi (% su votanti)       | ↳ Voti validi (% su votanti)       | ↳ Voti validi (% su votanti)       | 289                       | 96,33                     |
| ↳ Schede non valide (% su votanti) | ↳ Schede non valide (% su votanti) | ↳ Schede non valide (% su votanti) | 11                        | 3,67                      |
| ↳ Astenuti (% su iscritti)         | ↳ Astenuti (% su iscritti)         | ↳ Astenuti (% su iscritti)         | 193                       | 39,15                     |

L'onorevole Pallieri decadde dalla carica essendo stato nominato Sostituto procuratore generale il 20 luglio 1854. Il collegio fu riconvocato. 
| Partito                            | Partito                            | Candidato                          | Risultati 20 agosto 1854 | Risultati 20 agosto 1854 |
| Partito                            | Partito                            | Candidato                          | Voti                     | %                        |
| ---------------------------------- | ---------------------------------- | ---------------------------------- | ------------------------ | ------------------------ |
|                                    | —                                  | Antonio Gallenga                   | 215                      | 84,98                    |
|                                    | —                                  | Ignazio Costa della Torre          | 38                       | 15,02                    |
|                                    |                                    |                                    |                          |                          |
| Iscritti                           | Iscritti                           | Iscritti                           | 491                      | 100,00                   |
| ↳ Votanti (% su iscritti)          | ↳ Votanti (% su iscritti)          | ↳ Votanti (% su iscritti)          | 258                      | 52,55                    |
| ↳ Voti validi (% su votanti)       | ↳ Voti validi (% su votanti)       | ↳ Voti validi (% su votanti)       | 253                      | 98,06                    |
| ↳ Schede non valide (% su votanti) | ↳ Schede non valide (% su votanti) | ↳ Schede non valide (% su votanti) | 5                        | 1,94                     |
| ↳ Astenuti (% su iscritti)         | ↳ Astenuti (% su iscritti)         | ↳ Astenuti (% su iscritti)         | 233                      | 47,45                    |

L'onorevole Gallenga si dimise il 10 gennaio 1857. Il collegio fu riconvocato.
| Partito                            | Partito                            | Candidato                          | Primo turno 2 febbraio 1857 | Primo turno 2 febbraio 1857 | Ballottaggio 2 febbraio 1857 | Ballottaggio 2 febbraio 1857 |
| Partito                            | Partito                            | Candidato                          | Voti                        | %                           | Voti                         | %                            |
| ---------------------------------- | ---------------------------------- | ---------------------------------- | --------------------------- | --------------------------- | ---------------------------- | ---------------------------- |
|                                    | —                                  | Camillo Miglioretti                | 129                         | 50,79                       | 178                          | 51,45                        |
|                                    | —                                  | Desiderato Chiaves                 | 125                         | 49,21                       | 168                          | 48,55                        |
|                                    |                                    |                                    |                             |                             |                              |                              |
| Iscritti                           | Iscritti                           | Iscritti                           | 514                         | 100,00                      | 514                          | 100,00                       |
| ↳ Votanti (% su iscritti)          | ↳ Votanti (% su iscritti)          | ↳ Votanti (% su iscritti)          | 280                         | 54,47                       | 353                          | 68,68                        |
| ↳ Voti validi (% su votanti)       | ↳ Voti validi (% su votanti)       | ↳ Voti validi (% su votanti)       | 254                         | 90,71                       | 346                          | 98,02                        |
| ↳ Schede non valide (% su votanti) | ↳ Schede non valide (% su votanti) | ↳ Schede non valide (% su votanti) | 26                          | 9,29                        | 7                            | 1,98                         |
| ↳ Astenuti (% su iscritti)         | ↳ Astenuti (% su iscritti)         | ↳ Astenuti (% su iscritti)         | 234                         | 45,53                       | 161                          | 31,32                        |

L'elezione fu annullata il 9 febbraio 1857 perché, per qualche tempo, nella sezione di Cavour ci fu la presenza di un solo membro dell'ufficio, invece dei tre voluti dalla legge. - Il segretario non è considerato membro dell'ufficio.  Il collegio fu riconvocato.
| Partito                            | Partito                            | Candidato                          | Risultati 1º marzo 1857 | Risultati 1º marzo 1857 |
| Partito                            | Partito                            | Candidato                          | Voti                    | %                       |
| ---------------------------------- | ---------------------------------- | ---------------------------------- | ----------------------- | ----------------------- |
|                                    | —                                  | Desiderato Chiaves                 | 180                     | 52,17                   |
|                                    | —                                  | Camillo Miglioretti                | 165                     | 47,83                   |
|                                    |                                    |                                    |                         |                         |
| Iscritti                           | Iscritti                           | Iscritti                           | 506                     | 100,00                  |
| ↳ Votanti (% su iscritti)          | ↳ Votanti (% su iscritti)          | ↳ Votanti (% su iscritti)          | 369                     | 72,92                   |
| ↳ Voti validi (% su votanti)       | ↳ Voti validi (% su votanti)       | ↳ Voti validi (% su votanti)       | 345                     | 93,50                   |
| ↳ Schede non valide (% su votanti) | ↳ Schede non valide (% su votanti) | ↳ Schede non valide (% su votanti) | 24                      | 6,50                    |
| ↳ Astenuti (% su iscritti)         | ↳ Astenuti (% su iscritti)         | ↳ Astenuti (% su iscritti)         | 137                     | 27,08                   |

### VI legislatura
Le votazioni si svolsero in 204 collegi uninominali a doppio turno dopo la modifica dei collegi della Sardegna nel 1856; venne applicata la normativa del 1848 (al primo turno un numero di voti maggiore di un terzo degli iscritti).
| Partito                            | Partito                            | Candidato                          | Risultati 15 novembre 1857 | Risultati 15 novembre 1857 |
| Partito                            | Partito                            | Candidato                          | Voti                       | %                          |
| ---------------------------------- | ---------------------------------- | ---------------------------------- | -------------------------- | -------------------------- |
|                                    | —                                  | Emanuele Luserna di Rorà           | 252                        | 59,29                      |
|                                    | —                                  | Desiderato Chiaves                 | 173                        | 40,71                      |
|                                    |                                    |                                    |                            |                            |
| Iscritti                           | Iscritti                           | Iscritti                           | 566                        | 100,00                     |
| ↳ Votanti (% su iscritti)          | ↳ Votanti (% su iscritti)          | ↳ Votanti (% su iscritti)          | 455                        | 80,39                      |
| ↳ Voti validi (% su votanti)       | ↳ Voti validi (% su votanti)       | ↳ Voti validi (% su votanti)       | 425                        | 93,41                      |
| ↳ Schede non valide (% su votanti) | ↳ Schede non valide (% su votanti) | ↳ Schede non valide (% su votanti) | 30                         | 6,59                       |
| ↳ Astenuti (% su iscritti)         | ↳ Astenuti (% su iscritti)         | ↳ Astenuti (% su iscritti)         | 111                        | 19,61                      |

### VII legislatura
Le votazioni si svolsero in 387 collegi uninominali a doppio turno. Come previsto dalla legge elettorale del 20 novembre 1859, era eletto al primo turno il candidato che «riunisce in suo favore più del terzo dei voti del total numero dei membri componenti il collegio e più della metà dei suffragi dati dai votanti presenti all'adunanza» (art. 91). Se nessun candidato era eletto, al ballottaggio tra i due candidati con più voti era eletto chi otteneva il maggior numero di voti (art. 92) o, in caso di ugual numero di voti, il maggiore d'età (art. 93).
| Partito                            | Partito                            | Candidato                          | Risultati 25 marzo 1860 | Risultati 25 marzo 1860 |
| Partito                            | Partito                            | Candidato                          | Voti                    | %                       |
| ---------------------------------- | ---------------------------------- | ---------------------------------- | ----------------------- | ----------------------- |
|                                    | —                                  | Emanuele Luserna di Rorà           | 305                     | 96,52                   |
|                                    | —                                  | Luigi Plochiù                      | 11                      | 3,48                    |
|                                    |                                    |                                    |                         |                         |
| Iscritti                           | Iscritti                           | Iscritti                           | 593                     | 100,00                  |
| ↳ Votanti (% su iscritti)          | ↳ Votanti (% su iscritti)          | ↳ Votanti (% su iscritti)          | 331                     | 55,82                   |
| ↳ Voti validi (% su votanti)       | ↳ Voti validi (% su votanti)       | ↳ Voti validi (% su votanti)       | 316                     | 95,47                   |
| ↳ Schede non valide (% su votanti) | ↳ Schede non valide (% su votanti) | ↳ Schede non valide (% su votanti) | 15                      | 4,53                    |
| ↳ Astenuti (% su iscritti)         | ↳ Astenuti (% su iscritti)         | ↳ Astenuti (% su iscritti)         | 262                     | 44,18                   |